# 张謇
张謇（1853年7月1日—1926年7月17日），字季直，号啬庵，生于今江苏海门，清末状元。中国近代实业家、政治家、教育家，主张“实业救国”。
张謇是晚清時期立憲運動的领袖，曾主持发动了三次国会请愿运动。在民国任工商部长时，他指出过去的措施，在“无导民兴业之心”，卒之糜费而乏效果。今后部办企业，概行停罢，悉听民办。
张謇创办了中国最早的民族轻工业。中国共产党领导人毛泽东在谈到中国民族工业时曾说：“轻工业不能忘记海门张謇”。
他創辦了中國近代的第一所師範學校南通師範學校（1952年全国院系调整时一部分系科迁入扬州成立扬州师范学院）以及中國第一家民辦博物館南通博物苑，以及中国第一家气象台军山气象台以及高等学校南通大学。參與籌畫建立中國近代第一所高等師範學堂三江優級師範學堂，並參與南京高等師範學校、國立東南大學（後改名為國立中央大學、南京大學、东南大学、江南大學）、河海工程专门学校（即现河海大学）、复旦大学、吴淞商船专科学校（现上海海事大学、现大连海事大学）、江苏省立水产学校（现上海海洋大学）等的籌建。

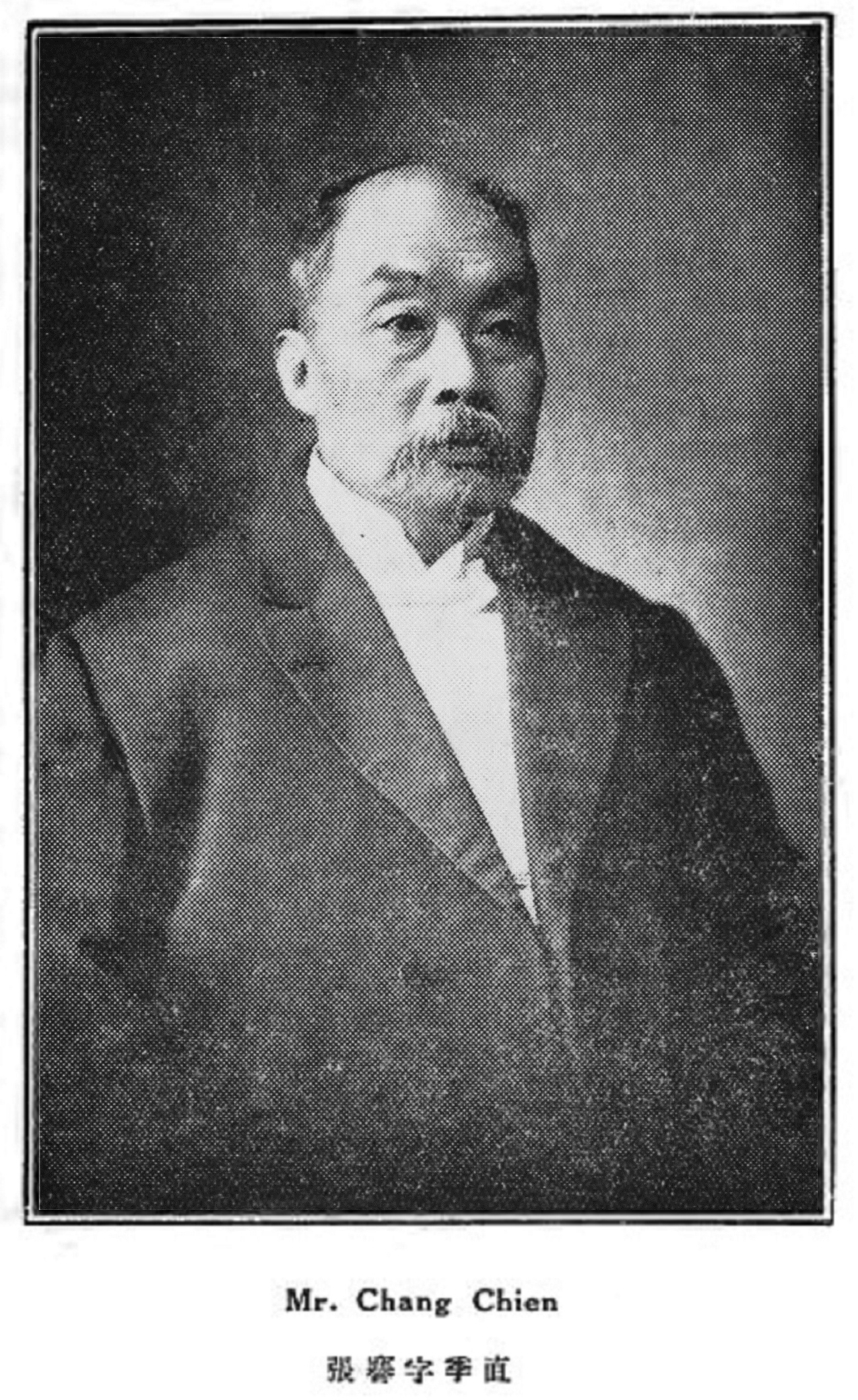

## 生平

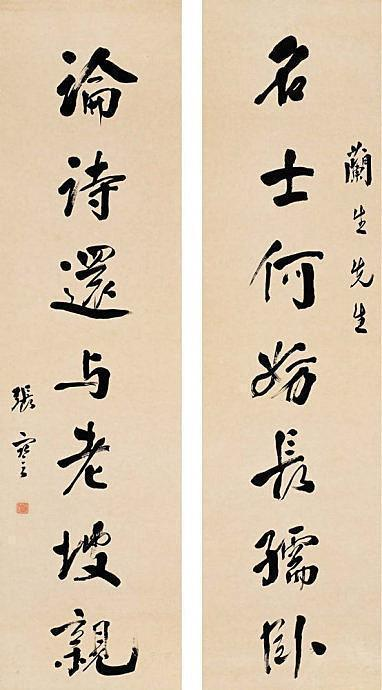
张謇手书对联

### 早年

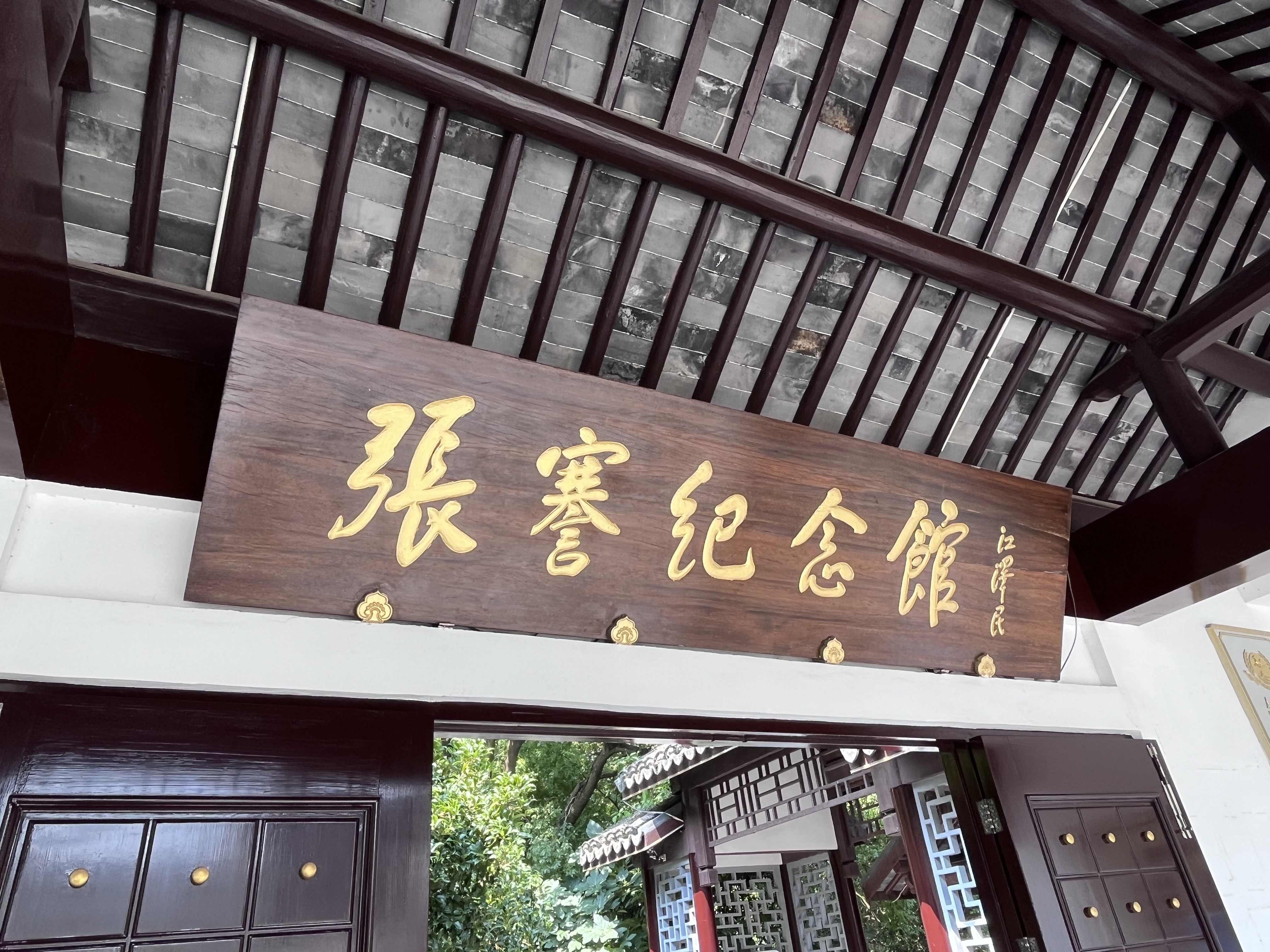
今海门区张謇纪念馆，由江泽民题写馆名。

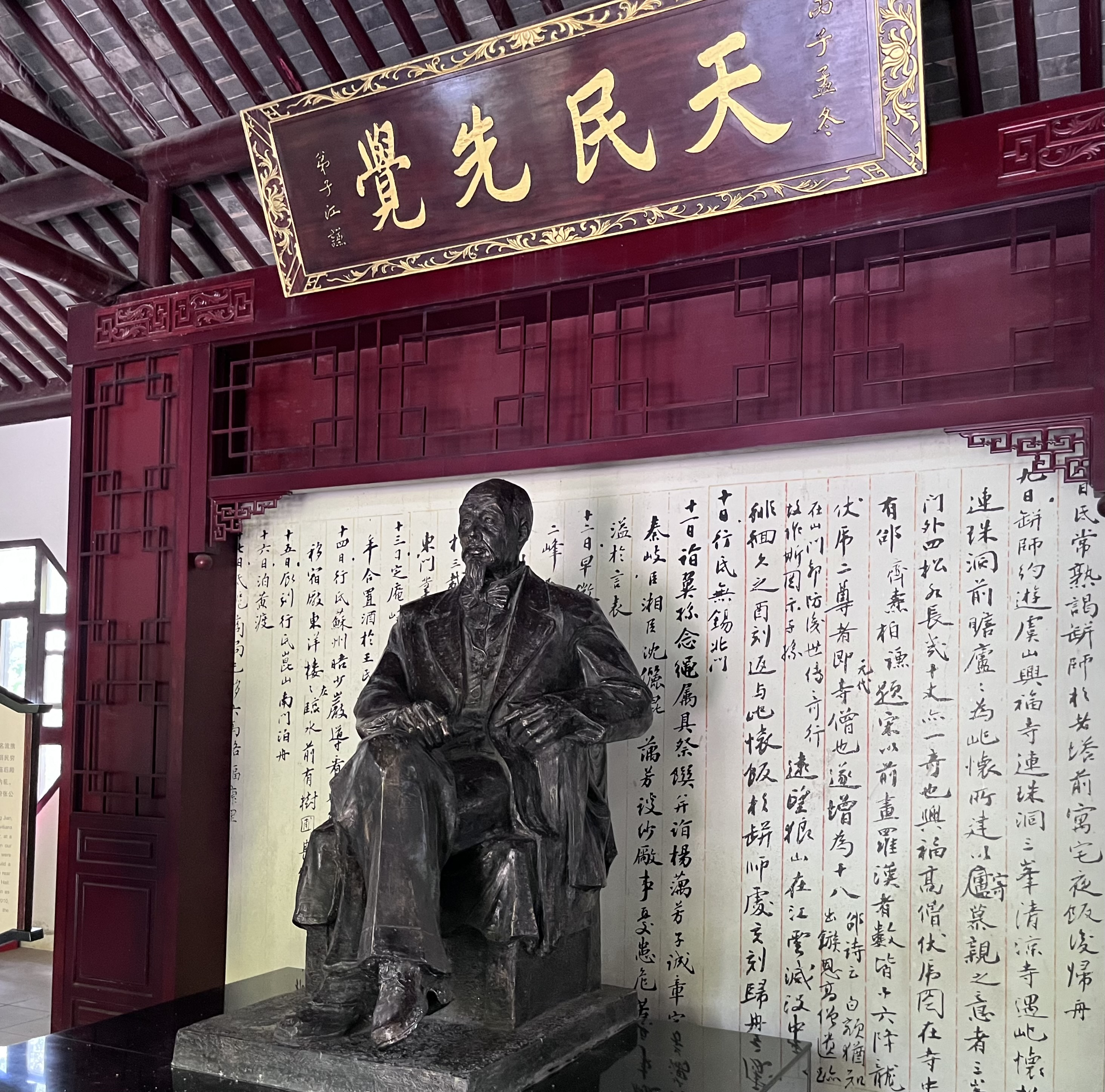
海门区张公祠内的张謇坐像。

清朝咸丰三年五月廿五日（1853年7月1日），张謇生于江苏海门常乐镇。张謇祖父张朝彦原住今南通市通州区金沙镇东乡运河南的十总瞿家园，被在通州金沙场（在今金沙镇）经商的东台县栟茶（今属如东县）人吴圣揆收留，“入贅兼祧”。父亲张彭年七八岁时，曾外祖父、祖父分家，祖父张朝彦迁居西亭镇，外曾祖父吴圣揆迁居常乐镇。父亲张彭年成年后娶兴化葛氏，生子张誉。
外曾祖父吴圣揆迁居常乐镇后，经济富裕，拥有一家瓷器店，并购买二十多畝土地。曾外祖母殷氏在丈夫吴圣揆逝世后，为其父张彭年娶出身贫苦的东台栟茶同乡金氏，即张謇生母。约定金氏所生子姓吴。故最初，张謇与两位同母兄长张謩（吴长庆）、張詧（吴长春）皆姓吴。张謇学名吴长泰。张謇及生母金氏一房生活在常乐镇。嫡母葛氏一房生活在西亭镇。
除三位兄长外，张謇还有一位异母弟张警，兄弟五人。因张謇排行第四，故其後海门民间称他为“四先生”。张謇父亲张彭年除经营田地外，兼营糖坊。咸丰六年（1856年），张謇4岁时，由父开始教识《千字文》。5岁时因背诵《千字文》无讹，父令随伯、仲、叔三兄入邻塾，从海门邱大璋先生读书。12岁时，父亲张彭年自辟家塾，延请老家西亭镇宋效祁先生授读其三子。14岁时，因效祁先生病故，父命謇负笈往老家西亭镇，从效祁先生的从子宋琳先生读书，膳宿其家。15岁起，间亦从效祁子、江南乡试举人宋琛先生问业。

### “冒籍”案
根据當地的不成文規定，祖上三代没有功名的「冷籍」子弟不容易被錄取。同治七年（1868年）16岁时，为了走上科举正道，经宋琛安排，身为冷籍子弟的吴长泰（张謇）冒用如皋县人张铨儿子张育才的名义报名注籍，由此回复张姓。张謇经县、州、院三试胜出，得隶名如皋县学为生员。
同治八年（1869年），张謇考中秀才。其后如皋张氏贪得无厌、索酬无已，后竟控诉于如皋官府，意在借官勒索，于是“冒籍案”发。自此连年缠讼，使张謇吃足了苦头，家道也转入困顿。幸赖原通州知州孙云锦、江苏学政彭久余怜士惜才、曲为援护，屡费周折，才得以销如皋控案。
同治十二年（1873年），“冒籍”案了结。张謇兄弟分家，张謇与同母兄张詧仍共居于常乐镇。分家后的家产已资不抵债。

### 前往南京投奔孙云锦
同治十三年（1874年），张謇前往南京投奔孙云锦。光绪二年（1876年）夏，应淮军“庆字营”统领吴长庆邀请，前往浦口入其庆军幕任文书，后袁世凯也投奔而来，两人构成吴长庆的文武两大幕僚，参与了庆军机要、重要决策和军事行动。光绪六年（1880年）春，吴长庆升授浙江提督，奉命入京陛见，张謇随同前往。同年冬，吴长庆奉命帮办山东防务，张謇随庆军移驻登州黄县。

### 随庆军从海上奔赴汉城
光绪八年（1882年），朝鲜发生“壬午兵变”，日本乘机派遣军舰进抵仁川，吴长庆奉命督师支援朝鲜平定叛乱，以阻止日本借机发动侵略战争。张謇随庆军从海上奔赴汉城，为吴长庆起草《条陈朝鲜事宜疏》，并撰写《壬午事略》、《朝鲜善后六策》等政论文章，主张反抗侵略，对外持强硬政策，由此受到南派“清流”首领潘祖荫、翁同龢等的赏识，其中《六策》也獲朝鮮國王、官員，而有請張謇入朝任賓師的提議，惟李鴻章「斥之」、「嗤為多事」。光绪十年（1884年）吴长庆奉调回国，驻防金州，袁世凯则留朝鲜接统“庆字营”。不久吴长庆病故，张謇离开庆军回归故里，继续攻读应试。

### 高中状元
张謇从16岁录取生员起，中经18岁、21岁、23岁、24岁、27岁前后5次赴江宁府应江南乡试（俗称南闱）均未中试。直至光绪十一年（1885年）33岁，因孙云锦官江宁府知府，子弟依例回避，转赴顺天乡试（俗称北闱），才取中第二名举人，俗称“南元”（南人列北榜名次最先者），声名渐著，成为“清流”着重延揽的对象，但此后张謇四次参加会试均遭失败。 
从1885年起，翁同龢、潘祖荫等对张謇就有了提携之意，特别是“期许甚至”、“荐而不中”，几次误把他人卷子认作张謇而取中会元，更说明了提携心情之迫切。（张謇34岁应礼部会试不中；37岁赴会试，试卷为无锡孙叔和所冒，孙中而张落；38岁应会试，试卷落在考素来“不为清议所齿”的高熙喆和孙毓汶手中，会元选中杭州夏曾佑，张再次落第；40岁赴会试，试卷又被武进刘可毅所冒，刘中会元而张又落第。）因而，才有甲午年恩科试时翁同龢的迫不及待。
1894年，张謇因父命难违，第五次进京应试，终于中了一等第十一名，翁同龢将他改为第十名。殿试时，翁命收卷官坐着等张謇交卷，然后直接送到自己手里，匆匆评阅之后，便劝说其他阅卷大臣把张謇的卷子定为第一，并特地向光绪帝介绍说：“张謇，江南名士，且孝子也。”于是张謇在41岁的时候，终于得中一甲第一名状元，授以六品的翰林院修撰官职。

### “翁门”弟子中的决策人物
不久，中日甲午战争爆发，民族危机促使帝后两党矛盾有所激化。以翁同龢为首的“清流”拥戴光绪帝，好发主战议论，其主要抨击目标为畏日如虎的李鸿章，实际上都是借以冲击主和的后党，企图为虚有“亲政”其名的皇帝争取若干实权。名噪一时的新科状元张謇，由于历史渊源和政见相近，很快就成为“清流”的佼佼者，是“翁门”弟子中的决策人物。然而正在主战、主和两派斗争激烈之际，张謇因父丧循例回籍守制。 
光绪二十一年（1895年）初，署理两江总督张之洞奏派张謇举办通海团练，以防御日本海军随时可能对长江下游的侵犯，由于清政府在中日战争中落败并签订了《马关条约》，通海团练半途而废。同年底，加入康有为组织的上海强学会。 
光绪二十二年（1896年）初，张之洞奏派张謇、陆润庠、丁立瀛分别在通州、苏州、镇江设立商务局，张謇与陆润庠分别在南通和苏州创办了大生纱厂与苏纶纱厂。 
大生纱厂最初确定是商办，张謇试图通过官招商办、官商合办来集股筹款，但收效甚微，筹集资金十分有限。张謇无可奈何，只得向官府寻求援助，1896年11月，张謇通过曾任两江总督兼南洋通商大臣的刘坤一，将光绪十九年（1893）张之洞搞“洋务”时用官款向美国买来办湖北织造局搁置在上海的一批已经锈蚀的官机40800锭，作价50万两入股，作为官股，恰在此时，以官督商办及官商合办形式垄断洋务企业的盛宣怀也正要买机器，便把这批机器与张謇对分，各得20400锭，作价25万两官股，另集25万两商股。官股不计盈亏，只按年取官利，因而变成“绅领商办”性质。

### 在唐闸创办大生纱厂
光绪二十四年（1898年），大生纱厂正式在通州城西的唐家闸陶朱坝动土兴建，次年大生纱厂建成投产。经过数年的惨淡经营，大生纱厂逐渐壮大，到光绪三十年（1904年），该厂增加资本63万两，纱锭2万余枚。光绪三十三年（1907）又在崇明久隆镇（今属启东市）创办大生二厂，资本100万两，纱锭2.6万枚。到宣统三年（1911年）为止，大生一、二两厂已经共获净利约370余万两。1901年起在两江总督刘坤一的支持下，在吕泗、海门交界处围垦沿海荒滩，建成了纱厂的原棉基地－－拥有10 多万亩耕地的通海垦牧公司。随着资本的不断积累，张謇又在唐闸创办了广生油厂，复新面粉厂，资生冶厂等，逐渐形成唐闸镇工业区，同时，为了便于器材，机器和货物的运输，在唐闸西面沿江兴建了港口──天生港，以后，天生港又兴建了发电厂，在城镇之间，镇镇之间开通了公路，使天生港逐步成为当时南通的主要长江港口。19世纪末近代经纺工业的出现，使南通的城市功能由交换为主转为生产为主，南通成为中国早期的民族资本主义工业基地之一。 
发展民族工业需要科学技术，这又促使张謇去努力兴办学堂，并首先致力于师范教育。光绪二十八年（1902年）二月，张謇应两江总督刘坤一电邀赴江宁讨论兴学之事，刘坤一赞成，而藩司吴、巡道徐、盐道胡阻挠。张謇叹息不已，乃与罗叔韫、汤寿潜等同人筹划在通州自立师范，计以张謇从任办通州纱厂五年以来应得未支的公费连本带息2万元，另加劝集资助可成。同年7月9日通州师范择定南通城东南千佛寺为校址开工建设，翌年正式开学，这是中国第一所师范学校，它的建设标志着中国师范教育专设机关的开端。

#### 大生纱厂破产
1922年，张謇破产。当年爆发的全国性棉纺织业危机，对大生纱厂造成致命打击。民国政府和金融体系缺乏对实体经济的扶持，加剧了困境。张謇亦有经营问题：一是长期未将设备折旧计入成本，而是将其与公积金一同作为周转资金使用，使企业抗风险能力弱；二是盲目扩张，仓促筹建多个分厂及盐垦公司，投资分散且效益不佳。尽管张謇良心经营，但也反映出近代民族企业的不成熟。

### 创办吴淞商船专科学校
1905年，张謇与马相伯在吴淞创办了复旦公学，这就是复旦大学的前身。
1907年创办了农业学校和女子师范学校，1909年倡建通海五属公立中学（即今南通中学）。
1912年创办了医学专门学校和纺织专门学校、河海工程专门学校（河海大学前身），并陆续兴办一批小学和中学。
1909年，张謇创办邮传部上海高等实业学堂船政科，因地处吴淞，曾一度称“吴淞商船专科学校”。解放后，学校改组为上海航务学院。1953年，上海航务学院、东北航海学院、福建航海专科学校合并成立大连海运学院，也就是今天的大连海事大学。 
1912年，张謇在老西门创办江苏省立水产学校，1913年全校迁往吴淞，故称“吴淞水产专科学校”， 今天上海海洋大学的前身。 
1917年，张謇支持下，同济医工学堂（同济大学的前身）在吴淞复校。 
1921年，上海商科大学在上海成立。上海商科大学前身是南京师范高等学校，后南京高等师范学校扩展为国立东南大学，张謇是国立东南大学主要创建人之一。重视职业教育，师范学校的测绘、蚕桑等科发展成为十几所职业学校，其中以纺织、农业、医学三校成绩显著，以后各自扩充为专科学校，1924年合并为南通大学。 
与近代南通大学有着同源血脉关系的高校还有：东华大学、江苏农学院（后并入扬州大学）、苏州医学院（后并入苏州大学）等。中国的第一所师范学校——南通师范学校（1952年全国院系调整时一部分系科迁入扬州成立扬州师范学院）及中国第一所特殊教育学校——聋哑学校（现为南通特殊教育中心）。

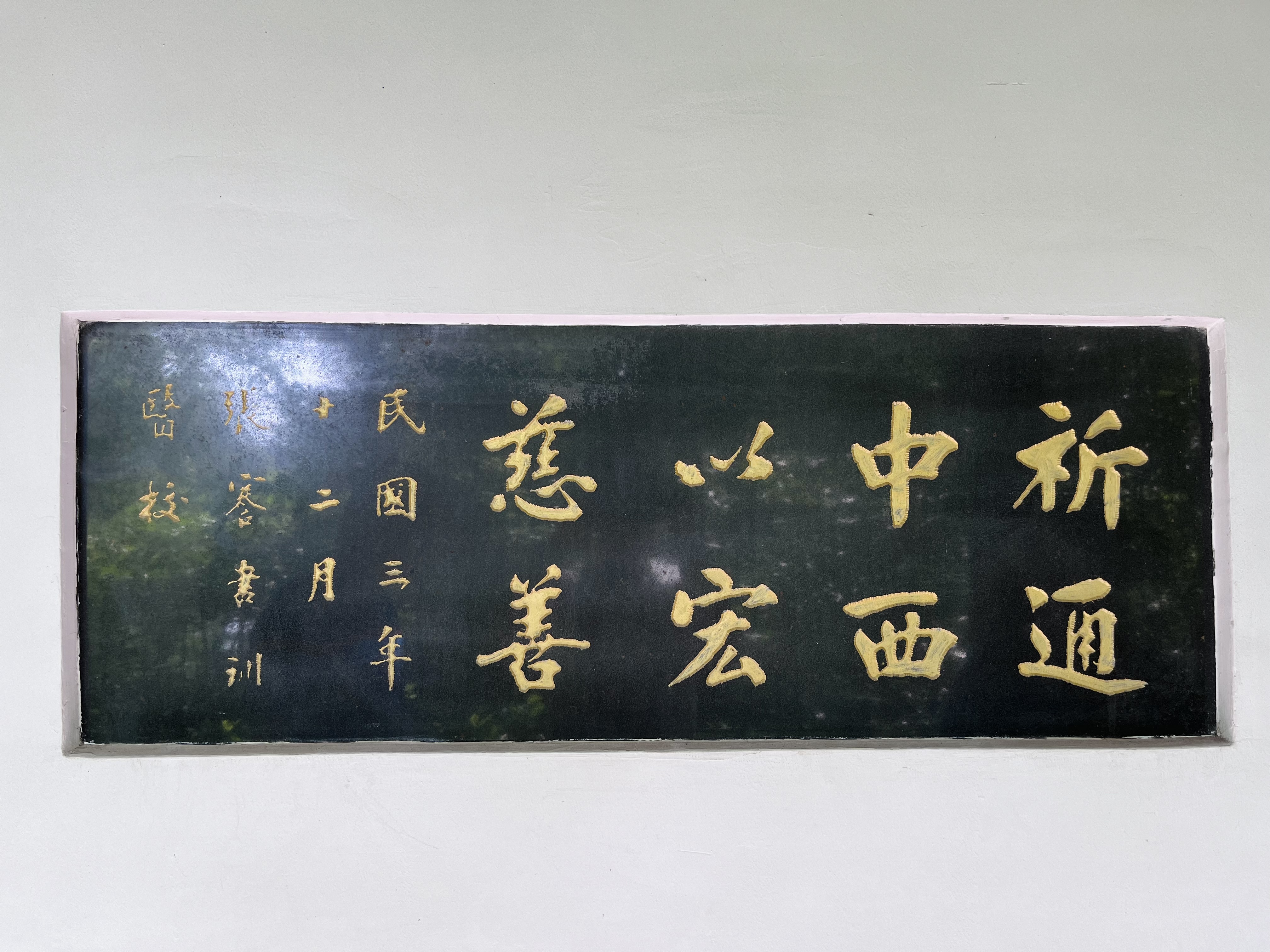

### 创建国内第一所博物馆
光绪三十一年（1905年），张謇在通州建立了国内第一所博物馆——南通博物苑。1915年建立了军山气象台。此外还陆续创办了图书馆、盲哑学校等。

### 清末至中華民國行狀
张謇乃科甲出身，状元及第，书法自有根底，楷、隶、行、草兼擅，沉稳深秀，传世以行楷为多，隶书绝少见，然此副一则为隶，另则长言龙门，笔法瘦硬，纵横飞动，妙得《礼器碑》，《石门颂》精髓，偶参篆书体势，古雅清新，更是绝品中之精品。
宣統元年（1909年）江浙官商主持下，南洋勸業會事務所成立，南洋通商大臣端方同時在上海組建了具體負責籌款、徵集各省賽品等事項的董事會，張被選為董事之一。同年張還被推为江苏咨议局议长。
1910年发起国会请愿活动。1911年任中央教育会长，江苏议会临时议会长，江苏两淮盐总理。
1911年10月10日深夜，来汉口参加大生纱厂湖北分公司开工仪式，在汉口登上“襄阳丸”轮船返沪时，看到长江对岸的武昌城内火光冲天，枪声此起彼伏。到达南京后，即去会见两江总督张人骏，要求张出兵援鄂，并速定宪法。张人骏断然拒绝。江苏巡抚程德全获悉张謇回到南京，即电邀张前往苏州。10月16日，张謇赶到苏州。11月5日，程德全在苏州宣布江苏独立。
1912年，中华民国南京临时政府成立，其被任为实业总长，但张未有就职，坚持留在南通经营他的垦殖事业，并建立军山气象台。同年5月，张謇联络其他立宪派成立了共和党，协助袁世凯巩固政权，随后又以共和党为基础，联合梁启超的民主党于10月间成立了拥袁的进步党，以对抗国民党。
1913年3月宋教仁案后，张謇以“调停者”身份向黄兴等人游说，极力主张“法律解决”，坚决反对南方革命势力讨袁，及至“二次革命” 爆发，张謇将战争责任推到革命派身上，而且声明拥袁反孙的政治立场。
1913年至1914年任北洋政府工商总长兼农林总长、农商总长，1914年兼任全国水利局总裁。后因目睹列强入侵，国事日非，毅然弃官，全力投入实业教育救国之路。
1918年10月23日与熊希龄、蔡元培等人发起组织了“和平期成会”。
1922年，商业精神领袖、“状元企业家”张謇破产。
1926年7月，张謇仍在为友人裴义理的义农会物色和推荐人才。

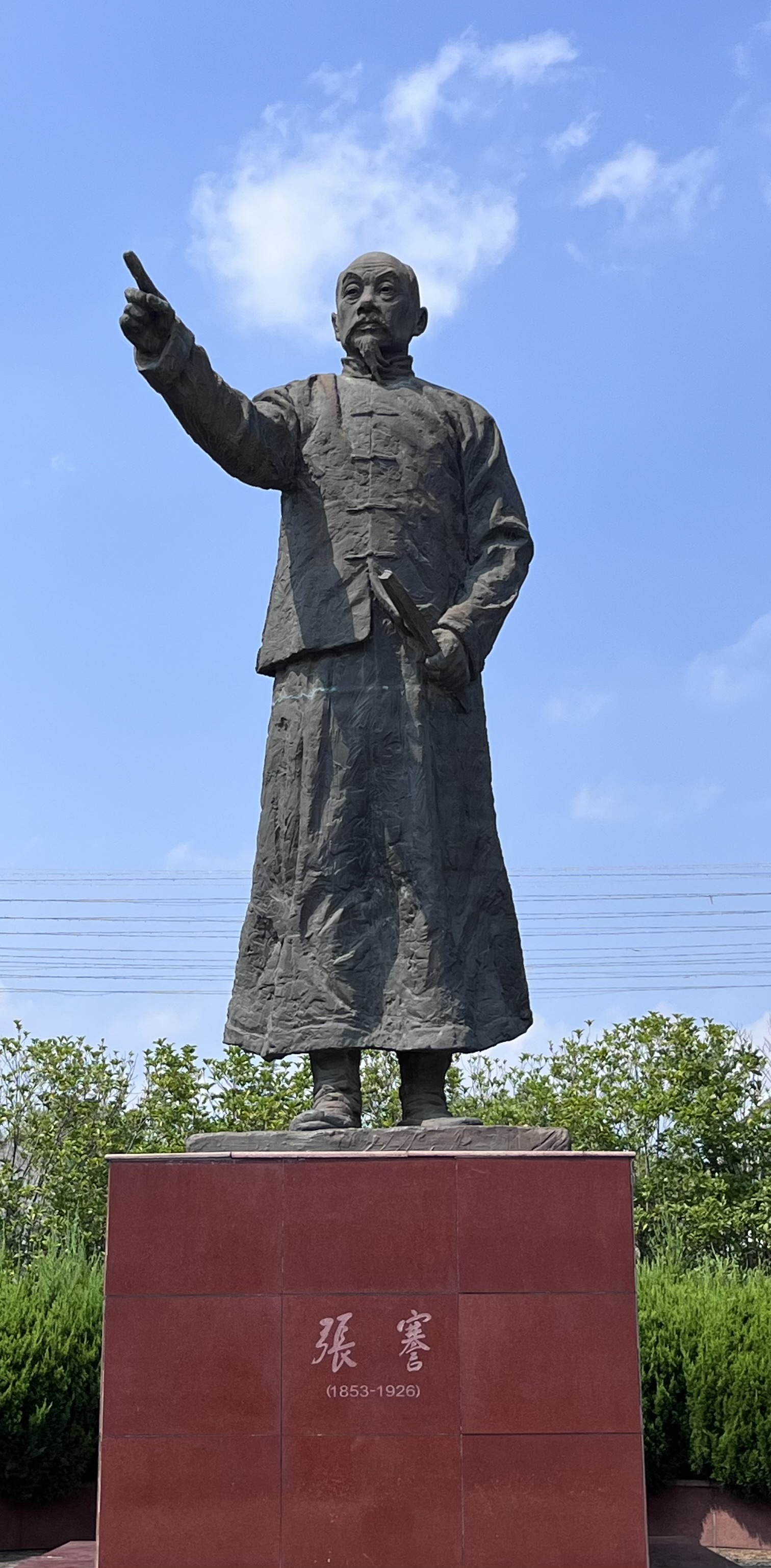

1926年8月24日，张謇病逝，享年73岁。陪葬品是：一顶礼帽、一副眼镜、一把折扇，还有一对金属的小盒子，分别装着一粒牙齿，一束胎发。

#### 提议徐州建省
光绪三十年（1904年），清政府计划裁撤漕运总督，张謇主张在“以徐州为众星之月，东到海州，西至商邱，南起泗州，北迄沂水，包括苏、皖、鲁、豫四省交会之区的四十五州县”建立新省份。不过这一提议需要变动多个省份的行政区划，牵涉较广，没有得到采纳。同年舊曆十二月二十二日（西元1905年1月27日），清朝政府裁撤漕运总督，同时将江宁布政使辖区的江宁府、淮安府、扬州府、徐州府四府和通州直隶州、海州直隶州设为江淮省(取江宁府首字与淮安府首字)，原漕运总督恩寿为江淮巡抚。省会设于淮安府，实际驻地为清江浦原漕运总督衙门。江淮布政使仍设江宁。而江苏省剩余的镇江府、常州府、苏州府、松江府，以及太仓州，依然设江苏省。由于陆润庠、恽毓鼎等江苏籍的朝中大臣反对分省，三个月后，1905年4月21日（清光绪三十一年三月十七日），清廷下令裁撤江淮巡抚，江淮省重新并回江苏省，将淮扬镇总兵改为江北提督 。

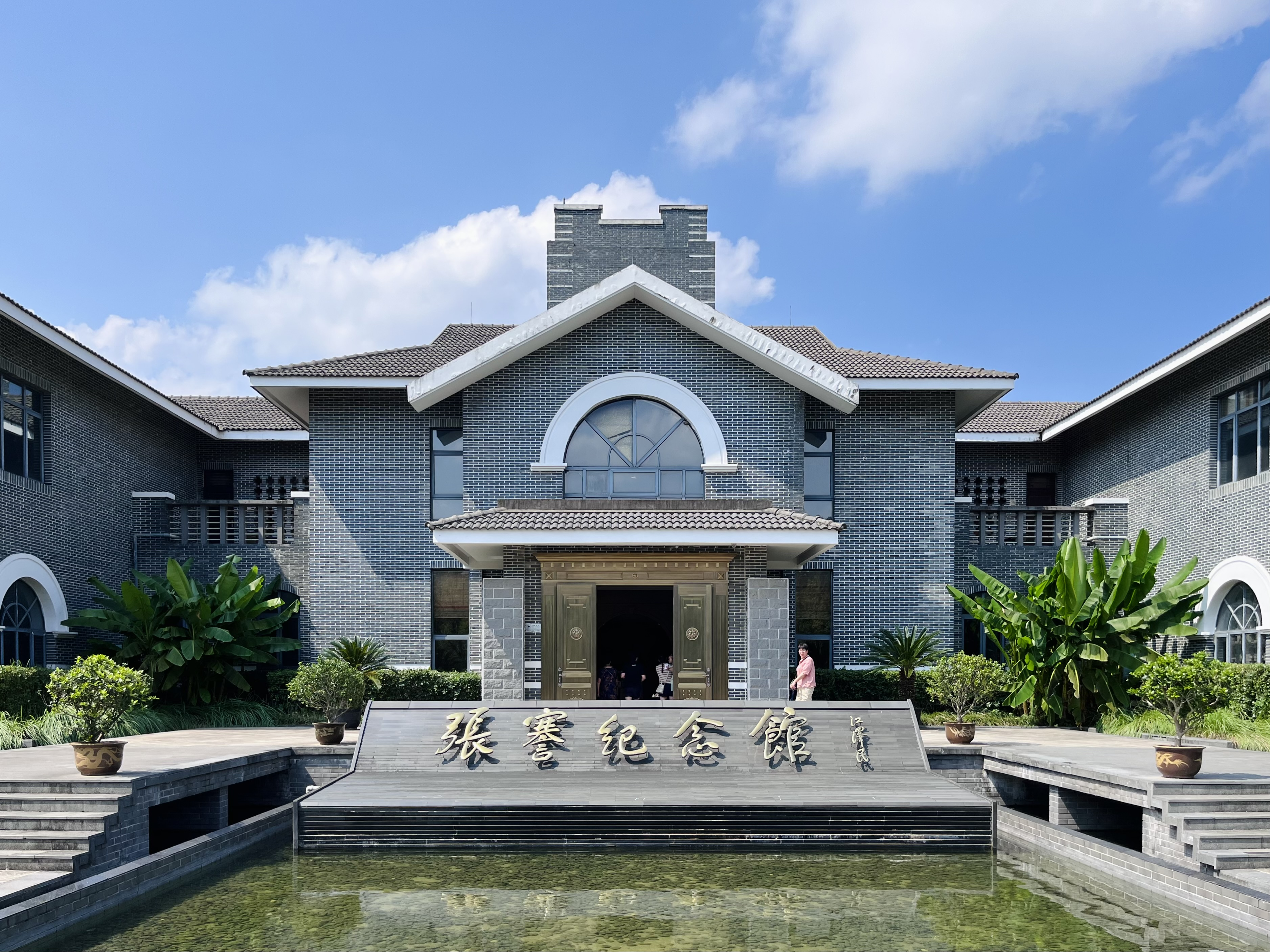

#### 引入專家技術改進水利
從民國五年（1916）起，張謇引進外國專家和二十世紀初發展起的水泥應用新技術，在南通、如皋、海門、啟東和蘇北沿海墾殖公司興建了42座混凝土或鋼筋混凝土閘，在此之中的會英船閘是首座新型船閘。應張以南通保坍會名義所聘，率先而來的是荷蘭水利工程師亨利克·特萊克，負責南通保坍工程。亨利克成為駐會工程師，負責整個筑楗工程，到南通從事過江岸保坍、涵洞、閘港和橋梁等測量設計工程。張謇在亨利克1919年勘測堰區殉職後，為其公葬於劍山之麓。

## 家庭

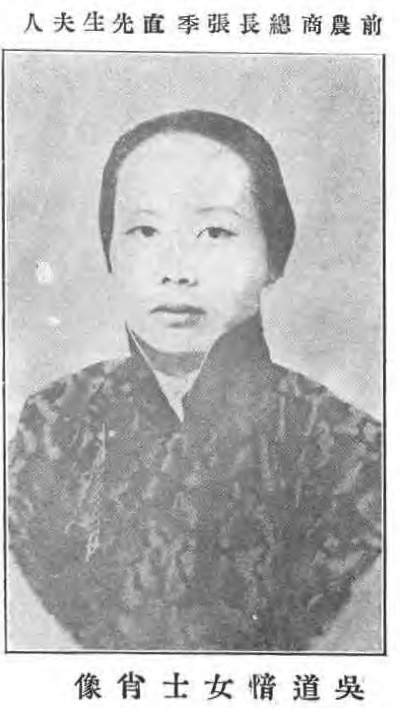
農商總長張季直先生夫人吳道愔女士肖像

张謇父亲张彭年，嫡母兴化葛氏，生母东台栟茶金氏。
张謇兄弟五人，分别为：老大张誉（小名长源，母葛氏）。老二张謩（初名吴长庆，又名庆华，母金氏，十岁溺水身亡）、老三张詧（初名吴长春，母金氏）、老四张謇（初名吴长泰）、老五张警（母葛氏）。
张謇原配为徐氏，并纳有四妾，分别为陈氏、管氏、吴氏与梁氏。其中徐氏为曾其生下一女儿，但不幸早夭。直至1898年张謇46岁时，吴氏才为其生下独子张孝若。

## 知己沈壽
刺繡家沈壽為张謇紅粉知己。1921年6月8日，沈壽與世長辭，時年48歲。此時年近七旬的張謇撲倒在沈壽的遺體上嚎啕大哭。沈壽去世後，張謇按照沈壽的遺願把她安葬在能望見長江和蘇南土地的黃泥山南麓，墓門石額上鐫刻著張謇親筆楷書：『世界美術家吳縣沈女士之墓闕』。墓後立碑，碑的正面鐫刻著張謇撰寫的〈世界美術家吳縣沈女士靈表〉。
張謇杜門謝客，早晚與沈壽的遺像相對晤，一口氣寫了四十多首〈憶惜詩〉。
沈壽彌留之際將《耶穌像》贈送給張謇，後者將它珍藏在南通博物苑中。抗戰爆發，這幅繡品一度存於上海一家銀行的保險櫃裡，之後去向不明。經過張謇海外親屬的多方查找，於1970年代找到。1980年代末期，由張謇先生後人帶回中國，捐贈給南京博物院。

## 著作
生前定稿有《张季子九录》及张謇日记。上海与台湾均有版本，南通图书馆有藏其手稿与印刷本。
《雪宧（yí）绣谱》，由著名刺绣家沈寿口授，张謇执笔。是中国第一本刺绣技法论著。

## 紀念文資
- 張謇原籍地：江蘇省南通市通州區金沙鎮東鄉運河南的十總瞿家園祖父張朝彥原住處
- 張謇出生地、張謇紀念館：江蘇省南通市海門區常樂鎮敦裕堂
- 西亭祖宅（1846年）：江蘇省南通市通州區西亭鎮
- 濠南別業（西樓）（1914年）：江蘇省南通市崇川區新城橋街道啟秀社區啟秀路3號濠河南側
- 濠陽小築（1917年）、張謇紀念館：江蘇省南通市崇川區和平橋街道濠西社區環城南路21號濠河景區內
- 張謇墓：江蘇省南通市崇川區狼山鎮街道南郊路150號（今嗇園公墓）
- 張謇銅像：南通大學校園中的銅像，是郁獻軍為南通雕塑張謇的作品之一
- 張謇雕像：南通大學附屬醫院張謇雕像2021年由南通本土雕塑家陶永華設計，總高3.8米
- 張謇像：南通大學杏林學院，江蘇省啟東市高新技術產業開發區南海路1號

### 多处故居

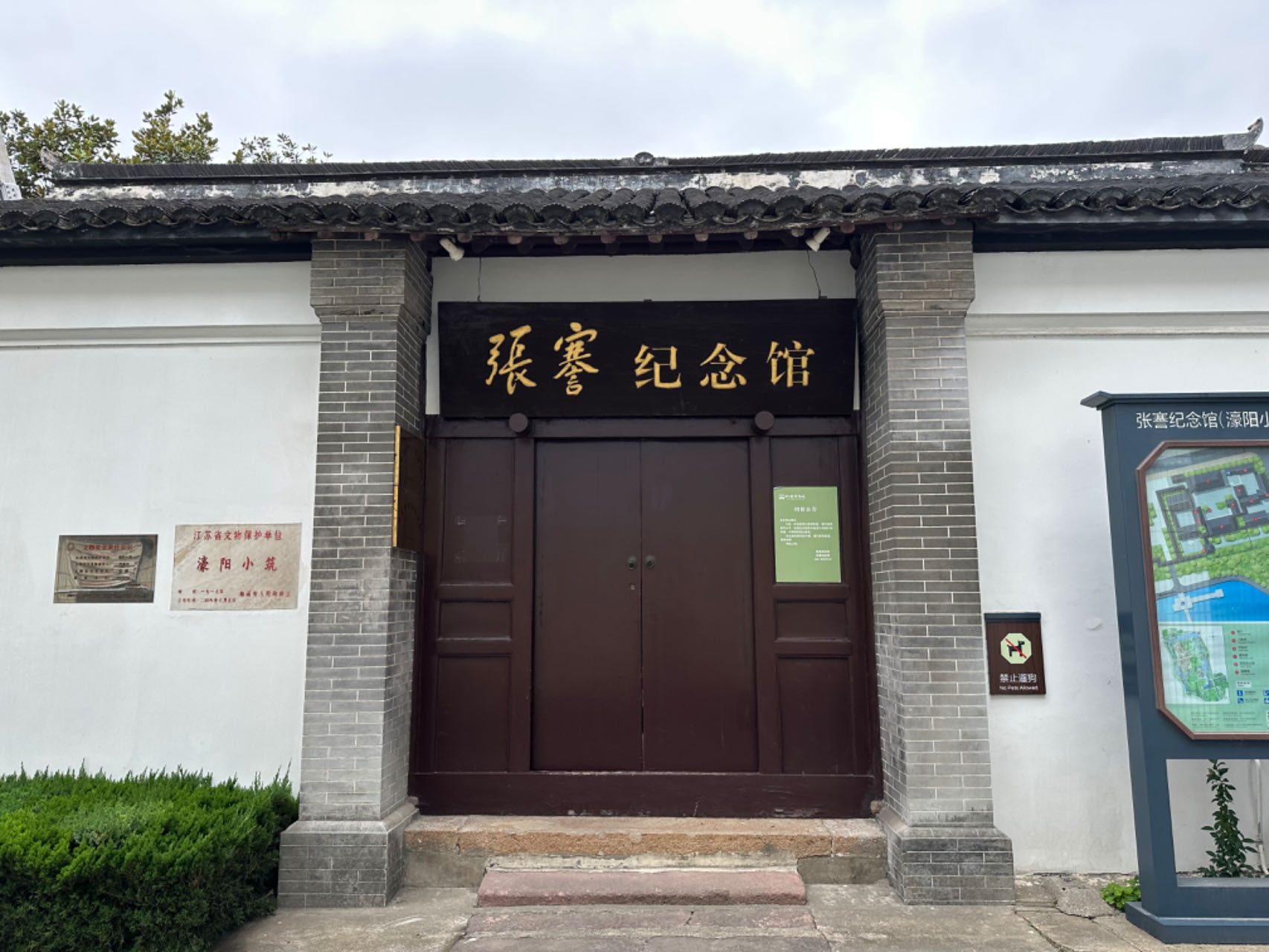
濠阳小筑（张謇纪念馆）正门

今南通市有四处建筑被称为张謇故居，分别是海门区常乐镇故里、通州区西亭镇祖宅、崇川区濠南别业（现存西楼）、濠阳小筑。濠南别业、濠阳小筑是张謇晚年在南通縣县城的住所。南通市人民政府以濠阳小筑建有张謇纪念馆，为南通博物苑挂靠单位。海门区常乐镇张謇故居的状元街东首有同名张謇纪念馆。是一所灵秀的江南园林式建筑。占地面积为33亩，园内建筑古朴凝重、去径深幽，具有小桥流水的诗意。园内珍藏的上千件珍贵图片和事物，从各个不同侧面反映了张謇先生艰苦创业、实业救国的一生。

### 墓园
张謇墓在「啬园」内，为狼山风景名胜区的重要组成部分。在文革期间，张謇成为了红卫兵“清算”的对象，1966年8月24日凌晨，红卫兵砸开了张謇墓，张謇的孙女张柔武目睹墓中葬物：陪葬品仅是一顶礼帽、一副眼镜、一把折扇和一对金属小盒，分别装着一只尽根牙，一束胎发。

## 鄉里稱謂
很多“老南通”尊称张謇为“张四先生”，因为他排行老四。

### 评价
张謇是中国近代著名的实业家、教育家，主张“实业救国”。他一生创办了20多个企业，370多所学校，为中国近代民族工业的兴起，为教育事业的发展作出了宝贵贡献，被称为“状元实业家”。1956年2月，毛泽东在接见黄炎培，谈到中国民族工业时曾说：“中国的轻工业不能忘记海门的张謇”。

#### 城建贡献
张謇被视为近代南通的缔造者，南通人当其作最为敬仰的先贤。张謇当时创建的企业、各项事业吸收了当地几乎所有的劳动力，他办的慈善公益机关接收了其余的弱势群体，到张謇晚年，南通及其周边的公路已有500里，这在当时民国是较为领先的。其对城市旧城进行合理的扩建，在新区开拓城市新的发展空间，活跃市容，并重视城市景观的创造。还有意识培养了南通的总建筑师。